# Josef Kössl
Josef Kössl, auch Koessl oder Kößl (* 21. Juli 1910 in Freyung; † 1959 in München) war ein deutscher Jurist, u. a. Verteidiger während der Nürnberger Prozesse und Oberbürgermeister Traunsteins.

## Leben
Josef Kössl studierte an der Universität München. Von 1930 bis 1937 war er in der SA und zum 1. Januar 1931 trat er der NSDAP bei (Mitgliedsnummer 407.650). Ab 1940 diente er als Soldat in der SS und erreichte den Dienstgrad eines Majors der Gendarmerie. Am 15. Juli 1942 wurde er zum SS-Sturmbannführer befördert und kam im November 1944 in das Reichssicherheitshauptamt. Trotzdem wurde später mit der Kategorie 4 „Mitläufer“ entnazifiziert.
Beim Nürnberger Prozess gegen die Hauptkriegsverbrecher war er bei der Anklage gegen die SS im Verteidigerteam von Ludwig Babel und Horst Pelckmann. Im Rahmen der Anklage probierte Kössl die Ordnungspolizei von der SS abzugrenzen, um eine Anklage der Ordnungspolizei zu vermeiden. Dies hatte sicher zum Grund, dass er als ehemaliger SS-Führer auch Angehöriger des Hauptamtes Ordnungspolizei gewesen war und eine Feldgendarmerieabteilung kommandiert hatte. Nach einer Diskussion vor den Untersuchungsrichtern wurde der Sachverhalt ausgeklammert, und eine Einstufung der Ordnungspolizei als verbrecherische Organisation konnte somit verhindert werden.
Im Juristen-Prozess (Fall 3 der Nachfolgeprozesse; USA gegen Josef Altstötter et al.), einem Nachfolgeprozess der Nürnberger Prozesse, welcher von Anfang März 1945 bis Mitte Dezember 1947 dauerte, war er Verteidiger des ehemaligen Vorsitzender des Sondergerichts Nürnberg Oswald Rothaug. Barnickel wurde in einem Anklagepunkt für schuldig befunden und zu lebenslangem Zuchthaus verurteilt. Später wurde die Strafe auf 20 Jahre herabgesetzt und er wurde Ende 1956 vorzeitig aus der Haft entlassen.
Im I.G.-Farben-Prozess (Fall 6 der Nachfolgeprozesse; USA gegen Carl Krauch et al.), welcher von Mitte August 1947 bis Ende Juli 1948 dauerte, war er ab 2. April 1948 Assistent von Karl Hoffmann bei der Verteidigung von Erich von der Heyde.
Im Einsatzgruppen-Prozess (Fall 9 der Nachfolgeprozesse; USA gegen Otto Ohlendorf et al.), welcher von Mitte August 1947 bis Ende Juli 1948 dauerte, war er Verteidiger von Adolf Ott und Heinz Schubert. Ott wurde zum Tode verurteilt, dann aber zu lebenslanger Haft begnadigt, um dann Mitte 1958 vorzeitig aus der Haft entlassen zu werden. Auch Schubert wurde zum Tode verurteilt, letztlich aber bereits 1952 freigelassen.
Nach dem Krieg schloss er sich den Unabhängigen Wählern Traunstein an.
Ab 1952 war er für die Unabhängigen Wähler erst ehrenamtlicher, ab 1956 hauptamtlicher Oberbürgermeister von Traunstein. In dieser Position blieb er bis zu seinem Tod. 1956 verlieh er die Ehrenbürgerschaft der Stadt Traunstein an Franz Unterforsthuber und konnte im Jahr darauf die Stationierung des Gebirgs-Panzerjägerbataillons 8 in Traunstein feiern, stellte aber dabei bedauernd fest, dass der Bataillonskommandeur, Major Karl-Heinz Noak, als ehemaliger Angehöriger der Wehrmacht das Ritterkreuz des Eisernen Kreuzes nicht tragen durfte. Ende März 1959 verlieh er das erste Mal den Ehrenring der Stadt Traunstein. Dabei wurde Franziska Hager ausgezeichnet. 1959 starb er in einem Münchner Krankenhaus.
Nach seinem Tod wurde am 27. März 1960 als Kandidat der Unabhängigen Wähler Traunstein der Rechtsanwalt Wilhelm Steger mit 72,9 Prozent der Stimmen zum Oberbürgermeister der oberbayerischen Stadt Traunstein gewählt.